# Romain Lacoste (karaté)
Pour les articles homonymes, voir Lacoste.
Cet article concerne un karatéka français. Pour le joueur français de rugby à XV, voir Romain Lacoste.
Romain Lacoste, né le 11 avril 1988 à Fontenay-aux-Roses, est un karatéka français.
Il est médaillé de bronze de kata par équipe en  2009 et en 2011.